# Леприкон: В гетото
„Леприкон: В гетото“ (на английски: Leprechaun: In the Hood) е американски слашър хорър комедия от 2000 г.

## Сюжет
Внимание:  Текстът по-долу разкрива сюжета на произведението (или части от него)!
Трима млади рапъри имат нужда от пари за музикална техника, за да отидат на конкурс в Лас Вегас. Местен сводник на име Мак О'Насас обещава да им помогне, но се отмята. В знак на отмъщение, те ограбват къщата му. Сред откраднати вещи е и медальон от грозна статуя, която се превръща в леприкон.

## Актьорски състав
- Уоруик Дейвис – Леприконът
- Айс-Ти – Мак О'Насас
- Рашаан Нол – Стрей Булет
- Антъни Монтгомъри – Постмастър П. Смит
- Ред Грант – Бъч